# ABC Family Worldwide
ABC Family Worldwide es una subsidiaria de Walt Disney Television que es responsable de las operaciones de la cadena de televisión estadounidense Freeform y la cadena canadiense ABC Spark.
La compañía se formó originalmente como la International Family Entertainment (IFE), una empresa derivada de la cadena de televisión por cable propiedad de la Christian Broadcasting Network, The Family Channel. En 1993, IFE adquirió los activos del difunto de Television South, un difunto canal de televisión que era de la cadena británica ITV, cuyas posesiones incluían la biblioteca del estudio estadounidense MTM Enterprises. En 1996, IFE fue adquirida por News Corporation y la biblioteca de MTM se fusionó con la biblioteca de 20th Century Fox Television, mientras que los contenidos restantes se fusionaron con Fox Kids Worldwide (una fusión de la unidad Fox Kids en conjunto con Saban Entertainment), formando así Fox Family Worldwide. Fox y Saban aprovecharon la popularidad de Fox Kids para reestructurar a The Family Channel (que fue rebautizado como Fox Family Channel luego de la compra) en un competidor de otros canales de cable orientados a niños como Nickelodeon, Disney Channel y Cartoon Network. La subsidiaria también estableció cadenas internacionales de Fox Kids en Europa y América Latina.
Después de enfrentar dificultades de audiencia y un intento fallido de Saban de comprar la participación de News Corp en la empresa, Fox Family Worldwide fue vendida en 2001 a The Walt Disney Company, por $ 5.3 mil millones. La compra le dio a Disney la propiedad del canal Fox Family (posteriormente rebautizado como ABC Family), los canales internacionales de Fox Kids (que luego fueron rebautizados como Jetix y luego Disney XD) y los derechos de la biblioteca de Saban Entertainment. Desde entonces, esta subsidiaria se ha fusionado en Walt Disney Television. Saban Brands, sucesor de Saban Entertainment, adquiriría los derechos de algunas de las propiedades de su predecesor; desde entonces, estos activos han sido adquiridos por Hasbro.

## Historia

### International Family Entertainment
La compañía tiene sus orígenes en la Christian Broadcasting Network, propiedad de Pat Robertson. La emisora religiosa había reposicionado el CBN Satellite Service (servicio de satélite CBN), que principalmente transmitía televangelismo, al igual que la CBN Cable Network, que transmitía una mezcla de programación secular en conjunto con programas religiosos. Debido a su nuevo alcance, el servicio pasó a denominarse CBN Family Channel.
Para la década de 1990, la cadena se había vuelto demasiado rentable para permanecer bajo la propiedad de la CBN, que era una organización sin fines de lucro, sin que esto tuviera repercusiones legales. En enero de 1990, se tomó la decisión de escindir CBN Family Channel en una nueva empresa con fines de lucro conocida como International Family Entertainment, mediante una venta a un precio de 250 millones de dólares en notas convertibles. La mayor parte de IFE era propiedad de la administración de la cadena, con una participación minoritaria del 15% en manos de TCI Development Corporation, una subsidiaria del proveedor de cable Tele-Communications Inc. Se emitieron acciones con voto especial a Pat Robertson y Timothy Robertson que les daban el control de la empresa. IFE siguió utilizando las instalaciones de CBN mediante un contrato de alquiler. Como estipulación de la escisión, se requería que The Family Channel mantuviera las transmisiones diarias del programa de televisión insignia de CBN, The 700 Club, una condición que ha permanecido vigente hasta el día de hoy.
CBN vendió $ 23 millones en notas a otra compañía de cable. Otros $ 127 millones de notas convertibles se convirtieron en acciones antes de una oferta pública inicial en abril de 1992, en la cual CBN los vendería por un valor de $ 93 millones a $ 106 millones. El IFE venderá más acciones directamente por un monto de $ 47 millones a $ 53 millones en un total de aproximadamente $ 150 millones. Los ingresos de IFE se utilizarían para programación, marketing y posibles adquisiciones o inversiones. Se estaban trabajando planes para un acuerdo de distribución de videos domésticos con Pacific Arts a fines de 1992, una cadena de televisión de cable de Corea del Sur con Hyundai Electronics Industries Co. (ahora SK Hynix) y una empresa conjunta para ofertar por una estación de televisión checoslovaca. Los planes adicionales se relacionaban con canales familiares en Gran Bretaña y el resto de Europa, y otros canales de cable. Para las temáticas de estos canales de cable, IFE consideró programas de juegos, westerns, la música country y los deportes, así como la transmisión simultánea en español. El 28 de abril de 1992, IFE comenzó a cotizar en bolsa en la Bolsa de Valores de Nueva York bajo el nombre FAM.
En mayo de 1992, IFE anunció sus intenciones de lanzar Game Channel, una empresa conjunta con Game Technologies, que es un canal que transmitiría programas de concursos entre programas originales y clásicos. Los copropietarios también tuvieron la idea de permitir a los espectadores poder interactuar con la programación a través de una línea 1-900 de teléfono, y los ingresos se compartirían con los proveedores que ofreciesen el canal, que también podían integrar su propio contenido interactivo en el servicio. Tras este anuncio, el naciente Game Channel ya se enfrentaba a su competencia, el futuro canal de Sony Pictures Television, Game Show Network, así como a otras nuevas cadenas de cable que se lanzarían en el mismo período.
El 7 de junio de 1993, The Family Channel lanzó un bloque de programas de concursos, con segmentos interactivos construidos en torno a su nueva producción original Trivial Pursuit, como preparación para el futuro lanzamiento de Game Channel.
En febrero de 1993, IFE adquirió los activos de Television South, una exfranquicia de la cadena ITV ubicada en el sur de Inglaterra, por $ 68,5 millones. El acuerdo otorgó a IFE la propiedad de la biblioteca del estudio MTM Enterprises de Mary Tyler Moore. IFE planeaba aprovechar los programas de MTM como parte de una nueva división de distribución, y la venta también reforzaría una inminente versión británica de The Family Channel. En junio de 1993, antes de su lanzamiento, IFE vendió una participación del 39% en The Family Channel UK a la empresa local Flextech. El canal se lanzó oficialmente el 1 de septiembre. Más tarde, Flextech compraría la participación de IFE en The Family Channel UK, que luego se convirtió en el canal Challenge orientado a programas de concursos.
El 20 de agosto de 1993, IFE lanzó el Cable Health Club (más tarde conocido como FitTV), un servicio dedicado al estilo de vida saludable. En diciembre de 1993, IFE abrió una guerra de ofertas para adquirir Nostalgia Network, compitiendo con una sociedad con las empresas MOR Music TV Inc., con sede en Florida, y Gen-She Inc., con sede en Arizona, y el copropietario Concept Communications (propiedad de la Iglesia de la Unificación).
En diciembre de 1993, IFE compró tres teatros de Myrtle Beach, SC y Calvin Gilmore Productions por $ 20 millones. The Great American Entertainment Co. fue formada como una subsidiaria de IFE para controlar las empresas.
En 1994, IFE adquirió Dorothy Hamill International, que había comprado la franquicia de espectáculos sobre hielo Ice Capades, la cual estaba en la quiebra. Sin embargo, la empresa cerró tiempo después debido a la disminución de la popularidad de los espectáculos sobre hielo a favor de las competiciones y exposiciones tradicionales de patinaje artístico. La gira tuvo una temporada mediocre, lo que llevó a Hamill a dejar la empresa. Luego, IFE buscó una empresa de gestión para gestionar la empresa de giras por una participación accionaria. En su lugar, vendieron Ice Capades a fines de 1995 mientras conservaban la opción de readquirir una participación mayoritaria en Del Wilber & Associates durante 10 años.
En marzo de 1995, IFE formó Family Channel Pictures para producir cuatro películas para cine por año con costos 8 a 12 millones de dólares. Tony Thomopoulos, presidente de Amblin Television, había sido contratado como director ejecutivo de MTM Entertainment y también supervisaría la programación en el canal The Family Channel y Family Channel Pictures y las divisiones creativas de Ice Capades y Great American Entertainment Company.

### Fox Family Worldwide
En 1997, Fox Kids Worldwide (una empresa formada en 1996 mediante la fusión de la Fox Children's Network de la Fox y Saban Entertainment de Haim Saban) hizo una oferta para adquirir IFE. Con el cambio creciente en la televisión infantil, que pasaron de bloques de programación por en canales de televisión abiertos a canales de cable como Cartoon Network y Nickelodeon, Fox y Saban buscaron lanzar un competidor que transmitiera la programación de la popular línea Fox Kids. Con miras en The Family Channel, News Corp. hizo una oferta para comprar IFE a través de la empresa conjunta en 1997.
Tanto Viacom y Disney hicieron ofertas competitivas para IFE. Viacom abandonó la licitación y News Corp. ofreció 1800 millones de dólares. Esta última. ganó con una oferta de $ 1.9 mil millones. La compra se cerró el 11 de junio de 1997. IFE se incorporó a Fox Kids Worldwide, que a su vez pasó a llamarse Fox Family Worldwide. La adquisición fue similar a la venta de WXNE-TV a News Corporation por parte de CBN (ahora no relacionada) unos años antes. El 15 de agosto de 1998, The Family Channel pasó a llamarse Fox Family Channel; Fox continuó sujeto a la orden de que The 700 Club fuera transmitido por la cadena. Los derechos de la biblioteca de MTM Enterprises se incorporaron a 20th Century Fox Television. Sobre la venta a Fox, Robertson declaró que "sintió que era hora de que Family Channel se una a la consolidación que estaba ocurriendo en la industria".
En octubre de 1996, se lanzó un canal Fox Kids en el Reino Unido e Irlanda, y en noviembre comenzó a transmitir en América Latina y Brasil. En noviembre de 1999, se formó Fox Kids Europe NV, con un 75,7% en manos de Fox Family Worldwide y el resto en la lista de Euronext.
En un intento de expansión por Estados Unidos en octubre de 1999, Fox Family escindió dos canales de cable digital, el canal Boyz y el canal Girlz, que incluían programación dirigida a los respectivos géneros. Ambos canales cerraron después de un año de funcionamiento, debido a la falta de apalancamienta, poca demanda de los proveedores de cable (cada uno solo tenía 100.000 suscriptores) y al deseo de News Corporation de invertir más en el canal principal.
El canal Fox Family Channel tuvo problemas bajo su propiedad. Saban intentó obligar a News Corp. a venderle su participación en la empresa conjunta, pero no pudo llegar a un acuerdo sobre una valoración adecuada. El conflicto resultó que las dos empresas decidieran vender Fox Family Worldwide a un tercero. En ese momento, Fox también se estaba preparando para adquirir Hughes Electronics, en ese entonces, la empresa matriz del proveedor de televisión DirecTV.

### Adquisición por Disney
El 24 de octubre de 2001, The Walt Disney Company adquirió Fox Family Worldwide por $ 2.9 mil millones en efectivo más $ 2.3 mil millones en asunción de deuda. Esto le dio a Disney el control del canal Fox Family (que, debido a su nueva propiedad, pasó a llamarse ABC Family, y su empresa matriz renombrada ABC Family Worldwide), la biblioteca de Saban Entertainment, la marca y operaciones de Fox Kids (incluyendo los canales de televisión en Latinoamérica y Europa) y la biblioteca de programas Fox Children's Productions, así como derechos de cable adicionales para la Major League Baseball que habían sido asignados a Fox Family a través de la división Fox Sports, que incluía una serie de juegos de la temporada regular de los jueves por la noche y juegos de la Serie Divisional. ESPN asumió la producción de estos juegos como parte de su paquete ESPN Major League Baseball, aunque continuaron transmitiéndose en ABC Family por el momento.
El bloque estadounidense Fox Kids, que era transmitido por la cadena Fox no se incluyó en la venta, y sus operaciones se trasladaron a la división Fox Television Entertainment. Como Fox ya no tenía los derechos de la programación de Saban, que era la que se emitía principalmente durante el bloque, y ya no tenía las sinergias adecuadas debido a la venta de Fox Family, la empresa optó por adjudicar el bloque a un tercero. Después de una guerra de ofertas con DIC Entertainment, Fox anunció posteriormente en enero de 2002 que firmaría un acuerdo con 4Kids Entertainment para programar un bloque infantil para la red, llamado Fox Box y posteriormente 4Kids TV.
En marzo de 2002, Angela Shapiro fue nombrada presidenta de ABC Family Worldwide, luego de dejar la presidencia de Buena Vista Productions. Inicialmente reportó al presidente de ABC Broadcast Group, Steve Bornstein, quien renunció en 2002. La publicación luego fue informada directamente al presidente de Disney, Bob Iger. En octubre de 2003, ABC Family Worldwide se fusionó en ABC Cable Networks Group, dirigido por Anne Sweeney. Shapiro también dejó la cadena ese mes. Posteriormente, la ejecutiva de programación Linda Mancuso falleció en diciembre de 2003. A principios de 2004, la unidad de producción de películas originales de ABC Family fue asumida por el vicepresidente de programación y producción original de Disney Channel, Gary Marsh, y el vicepresidente de películas originales, Michael Healy.
En enero de 2004, Fox Kids Europe, Fox Kids Latin America y el ABC Cable Group lanzaron una nueva marca conjunta para sus operaciones de televisión infantil llamada Jetix, que se utilizaría para marcar bloques de programación y canales de televisión que se emitían en ABC Family y Toon Disney y los canales Fox Kids en Europa y América Latina, junto con su biblioteca de programas y merchandising.
El 8 de diciembre de 2008, Disney llegó a un acuerdo para aumentar su propiedad en Jetix Europe al 96% y anunció la intención de comprar el resto para darle la propiedad total. Después de la adquisición de Jetix Europe, Disney comenzó a renombrar la marca de Jetix en la región a una nueva marca, Disney XD. En 2009, Switchover Media, una compañía formada por la administración de la operaciones italianas de Jetix, adquirió las cadenas K2 y GXT de Disney y administró Jetix hasta su cambio de marca como Disney XD. Más tarde, Discovery Communications compraría la conmutación.
El 12 de mayo de 2010, Saban Brands, propiedad de Saban Capital Group (sucesora de Saban Entertainment) compró los derechos de la franquicia Power Rangers de Disney por $ 43 millones. Los derechos de la próxima temporada Power Rangers Samurai, así como temporadas anteriores, fueron adquiridos por Nickelodeon en 2011. En septiembre de 2012, Saban Brands también volvió a adquirir los derechos internacionales de la franquicia Digimon, asociándose con MarVista Entertainment como distribuidor. Posteriormente, Hasbro anunció un acuerdo para adquirir los activos de entretenimiento de Saban Brands en mayo de 2018.
El 23 de marzo de 2012, Corus lanzó ABC Spark, un canal para preadolescentes y adolescentes que sirve como una versión canadiense de Freeform (en ese momento llamado ABC Family).
El 24 de marzo de 2012, la división ABC Family tomó el control del canal estadounidense Soapnet como parte del cierre del servicio, que lo convirtió en un canal de televisión de Disney Junior.
ABC Family pasó a llamarse Freeform el 12 de enero de 2016. 
En 2019, ABC Family Worldwide se volvería a estar con la mayoría de las antiguas empresas y marcas de Fox cuando Disney adquirió la mayor parte de los activos de 21st Century Fox.